# Polythrinciopsis phragmitis
Polythrinciopsis phragmitis är en svampart som beskrevs av J. Walker 1966. Polythrinciopsis phragmitis ingår i släktet Polythrinciopsis, divisionen sporsäcksvampar och riket svampar.   Inga underarter finns listade i Catalogue of Life.